# Gimnasia hipopresiva
La gimnasia abdominal hipopresiva, conocida como hipopresivos, es un tipo de ejercicios enmarcados en el ámbito de la fisioterapia y la rehabilitación posparto y la menopausia, que se caracterizan por realizarse en una serie de posiciones específicas con el objetivo de potenciar la musculatura abdominal y del suelo pélvico. 

## Indicaciones
Los ejercicios hipopresivos están especialmente indicados para las mujeres durante el postpartoy la menopausia por sus beneficios para la rehabilitación del suelo pélvico, así como para casos de diástasis abdominal leve (inferior a 3 centímetros).Además de para las mujeres, los hipopresivos también están indicados para hombres a partir de los 30 años para prevenir problemas de incontinencia urinaria, disfunción eréctil e incluso durante el postoperatorio de intervenciones como la cirugía de próstata.

## Origen
Es el doctor Marcel Caufriez,doctorado en ciencias de la Motricidad y de la Rehabilitación, quien después de años trabajando en «técnicas novedosas de reeducación de incontinencia urinaria» imparte en 1980 el primer curso del método dirigido exclusivamente a fisioterapeutasy en 1997 publicó los primeros manuales de gimnasia abdominal hipopresiva. Posteriormente, la terapia de este método desarrolló especialidades como Gimnasia Abdominal Hipopresiva, Periparto, Kinestesis Perineal, Fisiosexología, Neuromiostática Visceral y Técnicas de Transferencia Tensional.
Según su propio creador, estos ejercicios están basados en «múltiples estudios científicas relativas a las Neurociencias, la  histoquímica, la Neurobiomecánica y la anatomía funcional».